# Внешняя политика Бангладеш
Международные отношения Бангладеш с момента создания государства в 1971 году характеризуются политикой неприсоединения к военным блокам, и вместе с тем активным участием в миротворческих операциях ООН.

## Взаимоотношения с другими странами

### Индия
Индия была первой страной, признавшей Бангладеш в качестве отдельного и независимого государства, сделав это 6 декабря 1971 года, за десять дней до того, как Бангладеш официально объявил о своей независимости. Индия сражалась бок о бок с бенгальцами, чтобы победить Западный Пакистан в 1971 году. Отношения Бангладеш с Индией были очень сложными из-за осуществления Индией ирригационных проектов и наземных пограничных споров после 1976 года. Однако, Бангладеш имел благоприятные отношения с Индией при правительствах, сформированных в 1972 и 1996 годах.
Большое количество крупного рогатого скота, продовольственных товаров и наркотиков попадает из Индии в Бангладеш контрабандным путём. Бангладешцы нелегально пересекают границу, чтобы найти работу в Индии. Обнаруживая нелегалов, пограничные войска Индии открывают огонь на поражение, поэтому каждый год от рук индийских военных погибают сотни жителей Бангладеш, пытающихся пересечь границу. В 2001 году между странами произошёл пограничный конфликт, в ходе которого погибли десятки человек. Правительство Бангладеш неоднократно обвиняло индийских пограничников во вторжении на подконтрольную Бангладеш территорию и избирательной стрельбе по гражданским лицам, проживающим на этой территории. Эти заявления были сделаны в отместку за массовую нелегальную иммиграцию из Бангладеш в Индию, из-за которой и началось строительство заградительного барьера

### Мьянма
Напряжённость в районе этой границы связана с постоянным перевозом контрабандной продукции и проходящим через неё незаконным транзитным маршрутом. Бирманские власти строят вдоль границы бетонный забор с колючей проволокой с целью недопущения незаконного пересечения границы.

### Пакистан
С 1947 по 1971 год Бангладеш был частью Пакистана: как Восточная Бенгалия до 1955 года, а с 1955 по 1971 как Восточный Пакистан. Отношения между двумя провинциями (Западным и Восточным Пакистаном) стали напряжёнными в связи с отсутствием официального признания бенгальского языка, демократии, региональной автономии, неравномерным распределением ресурсов между двумя провинциями, этнической дискриминации и неэффективных усилий центрального правительства по ликвидации последствий циклона Бхола, который нанёс серьёзный урон в Восточном Пакистане.
Пакистан и его союзники, такие как Китайская Народная Республика, отказались признать независимость Бангладеш, который в свою очередь, потребовал извинений у пакистанского руководства за военные преступления, совершенные вооруженными силами Пакистана. Пакистан вышел из Содружества Наций в 1972 году в знак протеста против признания Бангладеш этой организацией. В 1975 году обе страны обсуждали ситуацию о внешнем долге когда-то единого государства, Бангладеш и Пакистан пришли к решению поделить долг и все внешние займы и кредиты пополам.

### Россия
Советский Союз одним из первых признал независимость Бангладеш: дипломатические отношения между странами были установлены 25 января 1972 года. В 1972—1974 годах СССР оказал Бангладеш значительную помощь в восстановлении экономики, пострадавшей в ходе войны за независимость.